# 酸素16
酸素16（さんそ16、16O）は酸素の安定同位体である。原子核に8個の中性子と8個の陽子を持つ。質量は15.99491461956 uである。酸素16は最も豊富に存在する酸素の同位体であり、酸素の天然存在度の99.762%を占める。酸素16の相対的、絶対的存在度が高い理由は、恒星進化の主要産物であること、そして原生核種であることである。これは、酸素16が最初はもっぱら水素によって作られた恒星によって作られうることを意味する。ほとんどの16Oは恒星におけるヘリウム核融合反応の最後に合成される。トリプルアルファ反応では12Cが作られ、12Cはさらに4Heを捕まえて16Oが作られる。ネオン燃焼過程でも16Oが作られる。